# Ygos-Saint-Saturnin
Ygos-Saint-Saturnin là một xã, thuộc tỉnh Landes trong vùng Nouvelle-Aquitaine. Xã này có diện tích 57,88 kilômét vuông, dân số năm 2006 là 1091 người. Xã này nằm ở khu vực có độ cao trung bình 73 mét trên mực nước biển.

## Biến động dân số
| 1962                                         | 1968  | 1975  | 1982  | 1990  | 1999  | 2006  |
| -------------------------------------------- | ----- | ----- | ----- | ----- | ----- | ----- |
| 1 350                                        | 1 412 | 1 420 | 1 282 | 1 207 | 1 131 | 1 091 |
| Số liệu từ năm 1962, dân số không tính trùng |       |       |       |       |       |       |